# Queenseis Kariya
Queenseis Kariya (japanska: クインシーズ刈谷)  är en volleybollklubb (damer) från Kariya, Japan. Klubben grundades 1951. Det har spelat i V.League Division 1 sedan 2006. Dess främsta prestation är dess seger i kejsarinnans cup 2008 och 2017.